# 上街基镇
上街基镇，是中华人民共和国黑龙江省佳木斯市富锦市下辖的一个乡镇级行政单位。

## 行政区划
上街基镇下辖以下地区：
西安村、诚信村、宋店村、林河村、治安村、福民村、东立村、永升村、德福村、万发村、德安村、振永村、万宝村、宏甸村、和悦陆村、鲜丰村、清化村、万有村、三合村、西福山村、西富乡村、东富乡村、合发村、四合村、大户村、明朗村、希贤村、天安村、忠胜村和大屯村。